# Xylotrupes pauliani
Xylotrupes pauliani är en skalbaggsart som beskrevs av Silvestre 1997. Xylotrupes pauliani ingår i släktet Xylotrupes och familjen Dynastidae. Utöver nominatformen finns också underarten X. p. dayakorum.